# Neasura rufescens
Neasura rufescens là một loài bướm đêm thuộc phân họ Arctiinae, họ Erebidae.